# Viscosia grahami
Viscosia grahami är en rundmaskart som beskrevs av Allgen 1959. Viscosia grahami ingår i släktet Viscosia och familjen Oncholaimidae. Inga underarter finns listade i Catalogue of Life.